# Santa Evita
Santa Evita ist eine argentinische Drama-Miniserie, basierend auf dem gleichnamigen Roman von Tomás Eloy Martínez aus dem Jahr 1995. Sowohl die Miniserie als auch die Romanvorlage behandeln die unglaubliche Odyssee des einbalsamierten Leichnams der argentinischen Volksheldin und First Lady Eva Perón. In Argentinien fand die Premiere der Serie als Original am 26. Juli 2022 auf Star+ statt. Im deutschsprachigen Raum erfolgte die Erstveröffentlichung der Miniserie am selben Tag durch Disney+ via Star als Original.

## Handlung
María Eva Duarte de Perón gilt als eine der einflussreichsten Persönlichkeiten der argentinischen Geschichte und wird vom Volk aufgrund ihrer Taten als Heldin und Heilige verehrt. Die Geschichte um die heilige Evita (Santa Evita), wie sie auch genannt wird, endet jedoch nicht mit ihrem frühen Tod im Alter von 33 an Gebärmutterhalskrebs, denn es sollte noch über 24 weitere Jahre dauern, bis sie wirklich ihre letzte Ruhe findet. Der große Personenkult um Evita, welcher auch nach ihrem Tod bestehen bleibt, bereitet ihren politischen Gegnern große Sorgen, die mittlerweile die Macht ergriffen haben, denn sie versuchen das Land mit allen Mitteln vom Peronismus zu säubern, und der Leichnam von Evita steht diesem Ziel im Weg. Also beschließen sie den Leichnam von Evita verschwinden zu lassen, um einen Machtverlust zu vermeiden. Und so beginnt die unglaubliche Odyssee des einbalsamierten Leichnams von Eva Perón, der zu einer politischen Waffe wird.

## Besetzung und Synchronisation
Die deutschsprachige Synchronisation entstand nach den Dialogbüchern von Sabine Völger sowie unter der Dialogregie von Bernhard Völger durch die Synchronfirma Iyuno-SDI Group Germany in Berlin.

### Hauptdarsteller
| Rolle                                  | Schauspieler      | Synchronsprecher  |
| -------------------------------------- | ----------------- | ----------------- |
| Eva Perón                              | Natalia Oreiro    | Victoria Sturm    |
| Juan Domingo Perón                     | Darío Grandinetti | Marco Kröger      |
| Colonel Carlos Eugenio de Moori Koenig | Ernesto Alterio   | Viktor Neumann    |
| Mariano Vázquez                        | Diego Velázquez   | Alexander Doering |
| Dr. Pedro Ara Sarriá                   | Francesc Orella   | Uwe Büschken      |

### Nebendarsteller
| Rolle                       | Schauspieler     | Synchronsprecher   |
| --------------------------- | ---------------- | ------------------ |
| Eva Perón (als Jugendliche) | Camila Mateos    | Jodie Blank        |
| Julio Alcaraz               | Héctor Díaz      | Bernhard Völger    |
| Juana Ibarguren Nuñez       | Gabriela Ferrero | Heike Schroetter   |
| Emilio Kaufman              | Guillermo Arengo | Axel Malzacher     |
| Adela Koenig                | Marcela Guerty   | Almut Zydra        |
| Milton Galarza              | Damián Canduci   | Bernd Egger        |
| Eduardo Arancibia           | Diego Cremonesi  | Fabian Oscar Wien  |
| Gustavo Adolfo Fesquet      | Sebastián Arzeno | Karlo Hackenberger |
| Aldo Cifuentes              | Iván Moschner    | Gerald Schaale     |
| Irene Kaufman               | María Canale     | Giuliana Jakobeit  |

### Gastdarsteller
| Rolle                | Schauspieler      | Synchronsprecher |
| -------------------- | ----------------- | ---------------- |
| Correa               | Nacho Vavassori   | Christian Gaul   |
| Marino               | Daniel Di Biase   | Frank Röth       |
| Elisa Duarte         | Maru Zapata       | Alma Maja Ernst  |
| Erminda Duarte       | Fedra Defendente  | Isabella Vinet   |
| Agustín Magaldi      | Diego Mariani     | Dirk Bublies     |
| Ramiro               | Pablo Toporosi    | Felix Spieß      |
| Juan Carlos Armani   | Darío Pianelli    | Alex Friedland   |
| Eloísa               | Rocío Belzús      | Julia Bautz      |
| Mario Cariño         | Walter Cornás     | Rainer Fritzsche |
| Rodríguez            | Agustín Vázquez   | Peter Lontzek    |
| Saldías              | Mauricio Minetti  | Lutz Schnell     |
| José 'Chino' Astorga | Agustín Rittano   | Armin Schlagwein |
| Lidia                | Margarita Molfino | Jana Kozewa      |
| Yolanda              | Micaela Rey       | Anna Grisebach   |
| Yolanda (jung)       | Rosario Novoa     | Julia Bautz      |
| Rosa                 | Mara Bestelli     | Silvia Mißbach   |
| Celia                | Eugenia Alonso    | Nina Herting     |
| Tulio Corominas      | Patricio Aramburu | Paul Matzke      |

## Episodenliste
| Nr. | Deutscher Titel          | Originaltitel          | Erstveröffentlichung (Argentinien) | Deutschsprachige Erstveröffentlichung (D/A/CH) | Regie                                  | Drehbuch                           |
| --- | ------------------------ | ---------------------- | ---------------------------------- | ---------------------------------------------- | -------------------------------------- | ---------------------------------- |
| 1   | Diese Frau               | Esa mujer              | 26. Juli 2022                      | 26. Juli 2022                                  | Rodrigo García Barcha & Alejandro Maci | Marcela Guerty & Pamela Rementería |
| 2   | Vier Gräber für Eva      | Cuatro tumbas para Eva | 26. Juli 2022                      | 26. Juli 2022                                  | Rodrigo García Barcha & Alejandro Maci | Marcela Guerty & Pamela Rementería |
| 3   | Danke, dass es dich gibt | Gracias por existir    | 26. Juli 2022                      | 26. Juli 2022                                  | Rodrigo García Barcha & Alejandro Maci | Marcela Guerty & Pamela Rementería |
| 4   | Eine perfekte Ehefrau    | Una esposa perfecta    | 26. Juli 2022                      | 26. Juli 2022                                  | Rodrigo García Barcha & Alejandro Maci | Marcela Guerty & Pamela Rementería |
| 5   | Puppe                    | Puppé                  | 26. Juli 2022                      | 26. Juli 2022                                  | Rodrigo García Barcha & Alejandro Maci | Marcela Guerty & Pamela Rementería |
| 6   | Person                   | Persona                | 26. Juli 2022                      | 26. Juli 2022                                  | Rodrigo García Barcha & Alejandro Maci | Marcela Guerty & Pamela Rementería |
| 7   | Santa Evita              | Santa Evita            | 26. Juli 2022                      | 26. Juli 2022                                  | Rodrigo García Barcha & Alejandro Maci | Marcela Guerty & Pamela Rementería |